# (11728) Einer
(11728) Einer est un astéroïde de la ceinture principale.

## Description
(11728) Einer est un astéroïde de la ceinture principale. Il fut découvert le 1er mai 1998 à Haleakala par le programme NEAT. Il présente une orbite caractérisée par un demi-grand axe de 2,86 UA, une excentricité de 0,02 et une inclinaison de 3,2° par rapport à l'écliptique.

## Compléments